# Kukakalale, Hosanagara
Kukakalale là một làng thuộc tehsil Hosanagara, huyện Shimoga, bang Karnataka, Ấn Độ.